# Richard Doll
Sir William Richard Shaboe Doll (Londra, 28 ottobre 1912 – Oxford, 24 luglio 2005) è stato un medico, epidemiologo e fisiologo britannico.
È stato un pioniere nella ricerca che indica il fumo come una causa di tumore. Pubblicò il primo studio sull'argomento nel 1950.
Fu assieme a Austin Bradford Hill tra i pionieri dell'utilizzo del metodo statistico sperimentale nella sperimentazione clinica.
La sua carriera è stata marcata da controversie, tra le quali l'accusa di essere troppo accondiscendente con gli interessi industriali e di dare eccessiva importanza ad altri fattori (come lo stile di vita) come cause di tumore.
Per il suo contributo all'epidemiologia dei tumori ha ottenuto moltissimi riconoscimenti: tra l'altro, è stato nominato baronetto e nel 2004 ha vinto il Premio Shaw.